# Megophthalmus scanicus
Megophthalmus scanicus är en insektsart som först beskrevs av Carl Fredrik Fallén 1806.  Megophthalmus scanicus ingår i släktet Megophthalmus, och familjen dvärgstritar. Arten är reproducerande i Sverige.